# Freda Jackson
Freda Maud Jackson (Nottingham, 29 dicembre 1907 – Northampton, 20 dicembre 1990) è stata un'attrice britannica.

## Biografia
Studiò all'University College di Nottingham e per un breve periodo si dedicò all'insegnamento. Nel 1938 cominciò a recitare con la compagnia dell'Old Vic: tra i suoi molteplici ruoli teatrali, spicca quello di Caterina ne La bisbetica domata di William Shakespeare.
Ma il suo ruolo più noto a teatro fu l'interpretazione di Mrs. Voray nell'opera No Room at the Inn, a metà degli anni quaranta: partecipò anche alla versione cinematografica del film tratto dall'opera, nel 1948.
Sul grande schermo interpretò soprattutto personaggi di donne perfide: da ricordare il ruolo di Mrs. Joe in Grandi speranze (1946) di David Lean, trasposizione  cinematografica dell'omonimo romanzo di Charles Dickens. 

### Vita privata
Nel 1937 sposò l'artista britannico Henry Bird.

## Filmografia parziale

### Cinema
- Enrico V (The Chronicle History of King Henry the Fift with His Battell Fought at Agincourt in France), regia di Laurence Olivier (1944)
- Un racconto di Canterbury (A Canterbury Tale), regia di Michael Powell e Emeric Pressburger (1944)
- Grandi speranze (Great Expectations), regia di David Lean (1946)
- Felicità proibita (Beware of Pity), regia di Maurice Elvey (1946)
- No Room at the Inn, regia di Daniel Birt (1948)
- Direzione Nord (Mr. Denning Drives North), regia di Anthony Kimmins (1951)
- L'età della violenza (The Good Die Young), regia di Lewis Gilbert (1954)
- Sangue misto (Bhowani Junction), regia di George Cukor (1956)
- L'ultimo uomo da impiccare (The Last Man to Hang?), regia di Terence Fisher (1956)
- Le schiave della metropoli (The Flesh Is Weak), regia di Don Chaffey (1957)
- Verso la città del terrore (A Tale of Two Cities), regia di Ralph Thomas (1958)
- Le spose di Dracula (The Brides Of Dracula), regia di Terence Fisher (1960)
- L'ombra del gatto (The Shadow of the Cat), regia di John Gilling (1961)
- Bobby il cucciolo di Edimburgo (Greyfriars Bobby), regia di Don Chaffey (1961)
- Chiamate West 11: risponde un assassino (West 11), regia di Michael Winner (1963)
- Il terzo segreto (The Third Secret), regia di Charles Crichton (1964)
- La morte dall'occhio di cristallo (Die, Monster, Die!), regia di Daniel Heller (1965)
- I ribelli di Carnaby Street (The Jokers), regia di Michael Winner (1967)
- La vendetta di Gwangi (The Valley of Gwangi), regia di James O'Connolly (1968)
- Scontro di titani (Clash of the Titans), regia di Desmond Davis (1981)

### Televisione
- I gialli di Edgar Wallace (The Edgar Wallace Mystery Theatre) – serie TV, episodio 2x04 (1961)
- Knock on Any Door – serie TV, episodio 1x05 (1965)

## Doppiatrici italiane
- Rina Morelli in L'età della violenza
- Lola Braccini in Sangue misto
- Maria Saccenti in Verso la città del terrore
- Wanda Tettoni in Le spose di Dracula
- Laura Carli in La vendetta di Gwangi